# Бреґ (річка)
Бреґ (нім. Breg) — річка у Німеччині. Злиттям із річкою Бріґах утворює ріку Дунаю.

## Географія
Бреґ бере початок на висоті 1078 м над рівнем моря, за 6 кілометрів на північний захід від Фуртвангена. Його джерело, відоме з точки зору гідрології як витік Дунаю, охороняється як пам’ятка природи. Джерело розташоване лише за 100 метрів на південний схід від вододілу Рейну та Дунаю (Головний європейський вододіл).
Верхня частина річки являє собою долину, чітко утворену льодовиками льодовикового періоду з надзвичайно низьким градієнтом і ландшафтом, що характеризується великими фермами Шварцвальду. Між містами Фуртванген і Фьоренбах Бреґ тече на схід у ширшій і дещо густіше заселеній долині, а потім протікає через самотню лісову долину, як правило, на південний схід. Незадовго до Хаммерайзенбах-Брегенбаха. Далі через Хюфінген до Донауешингена Бреґ тече за межами Шварцвальду через широку відкриту долину на плато Баар.
Через 46 кілометрів після витоку у Донауешингені на висоті 672 м над рівнем моря, зливаючись разом із Бріґахом утворю ріку Дунай.

## Притоки
Загалом має 36 приток. Із них найважливіші - Ротенбах (18,1 км), Вайхербах (12,9 км), Хаммербах (12,5 км). 4 притоки мають довжину від 5 до 10 км, а 29 приток мають довжину менше 5 км.